# سويقة الجسم
في البداية، تتصل النهاية العجزية من جسم الجنين بالمَشِيمَة عن طريق مجموعةٍ من خلايا الأديم المتوسط تُعْرَفُ باسم سُوَيقَة الجِسْم، ولكن مع تكوين الطَّيَّة الذَّنَبِيَّة في الجنين تتخذ سويقة الجسم وضعًا بطنيًا، ويمتد جيب الرتج الخاص بالكيس المحيّ داخل الطية الذنبية ويُطْلَقُ عليه مصطلح المِعَى الخَلْفِيّ،
وفيما بعد يقوم الحبلُ السريُّ بوظيفة سويقة الجسم.

## صور إضافية

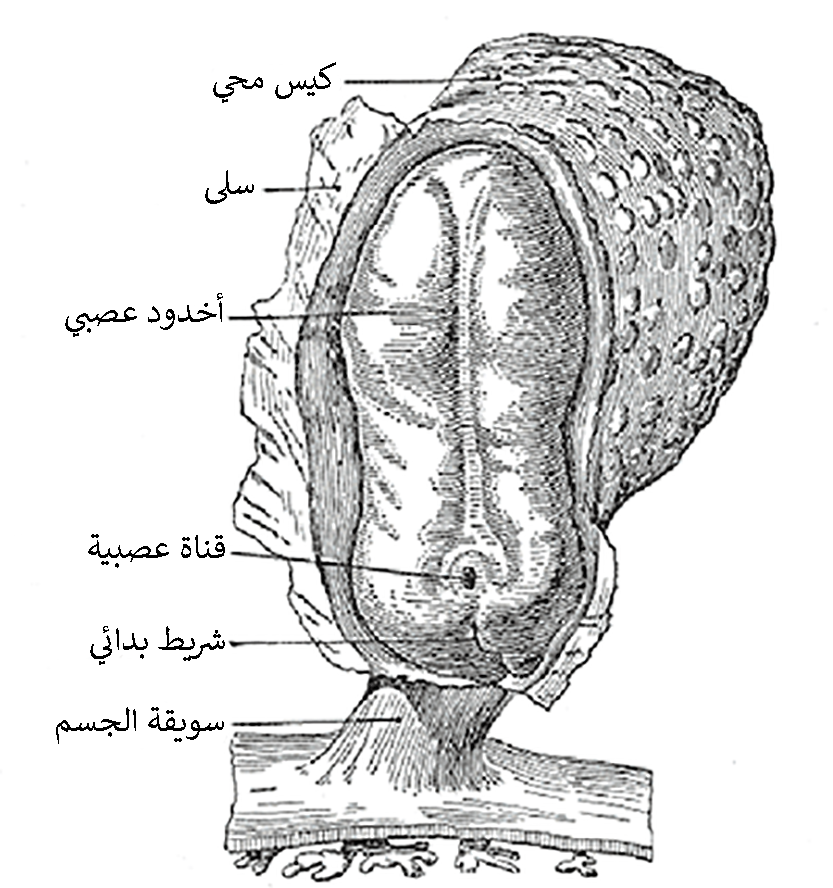
جنينٌ بشريّ — بطول 2 ملم. منظورٌ ظهريّ يوضح السلى وهو مفتوح. X 30.
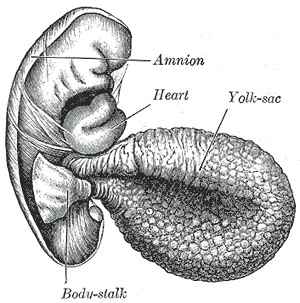
جنينٌ بشريّ بطول 2.6 ملم.
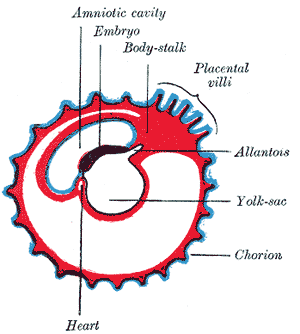
رسمٌ بيانيّ يوضح المراحل المتأخرة من تَكَوُّنِ السقاء مع بداية انقباض الكيس المحيّ.
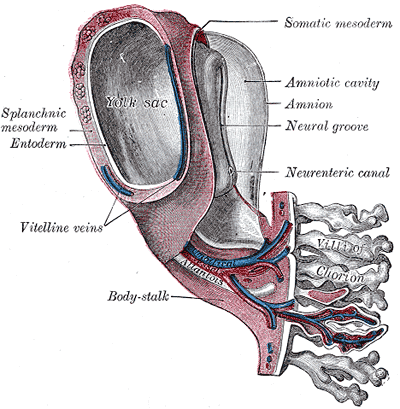
نموذجٌ لجنينٍ بشريّ بطول 1.3 ملم.
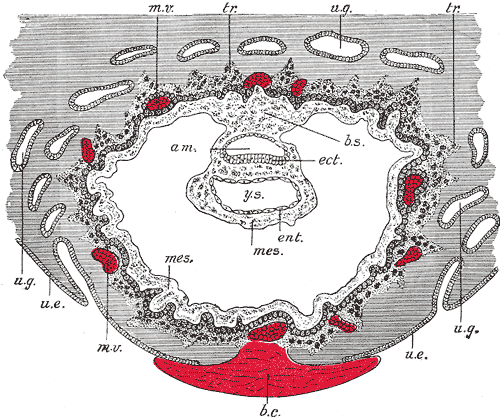
مقطعٌ خلال بويضةٍ داخل الساقط الرحميّ.
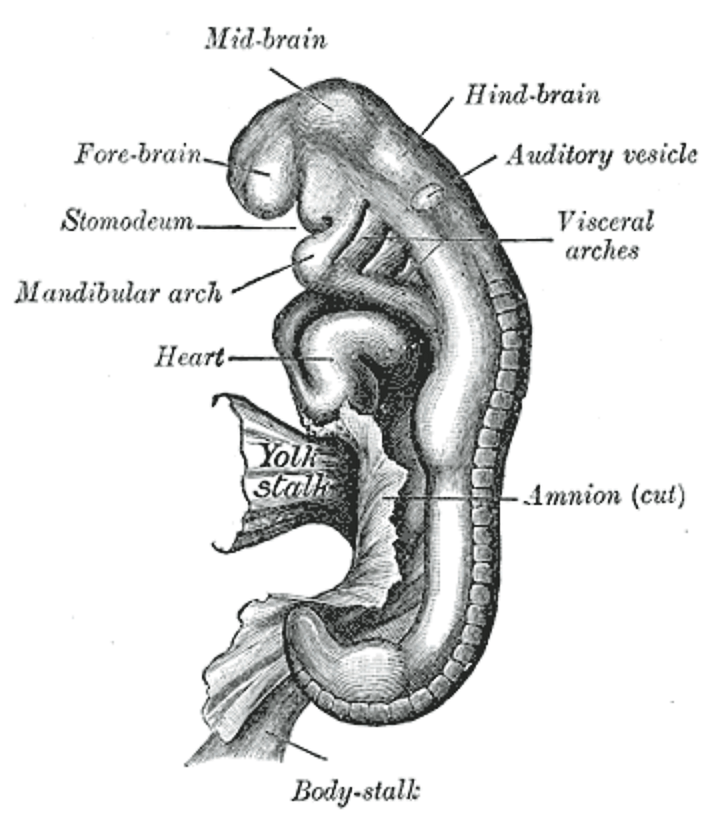
جنينٌ يتراوح عمره بين ثمانية عشر يومًا وواحدٍ وعشرين يومًا.
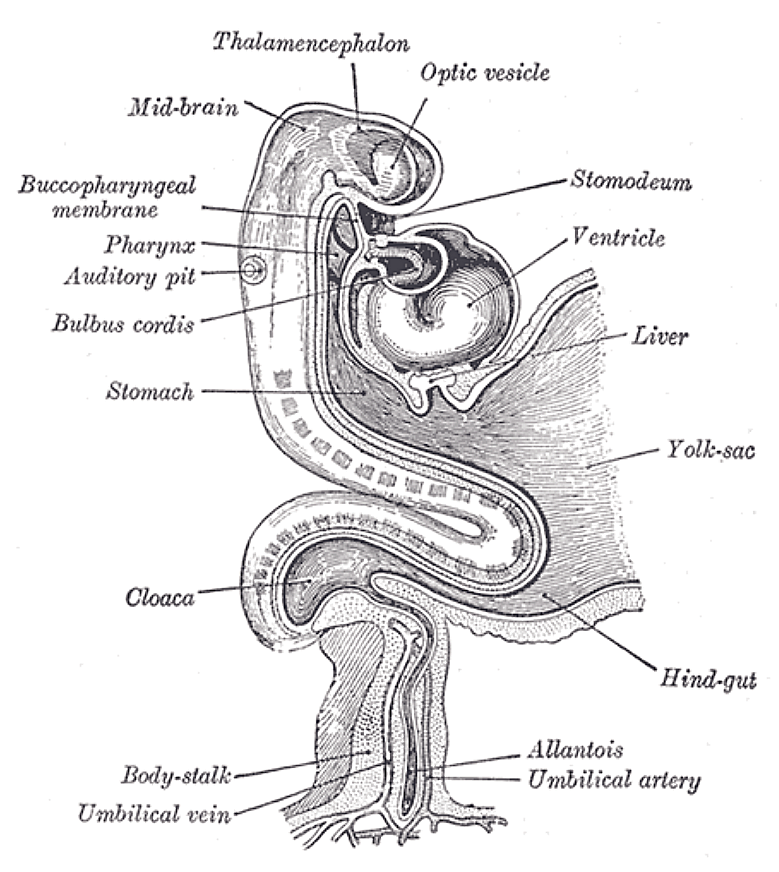
جنينٌ بشريّ يبلغ عمره حوالي خمسة عشر يومًا، ويظهر المخ والقلب من الجانب الأيمن، كما يظهر الأنبوب الهضميّ والكيس المحيّ في مقطعٍ متوسطٍ.